# Волосянка (курорт)

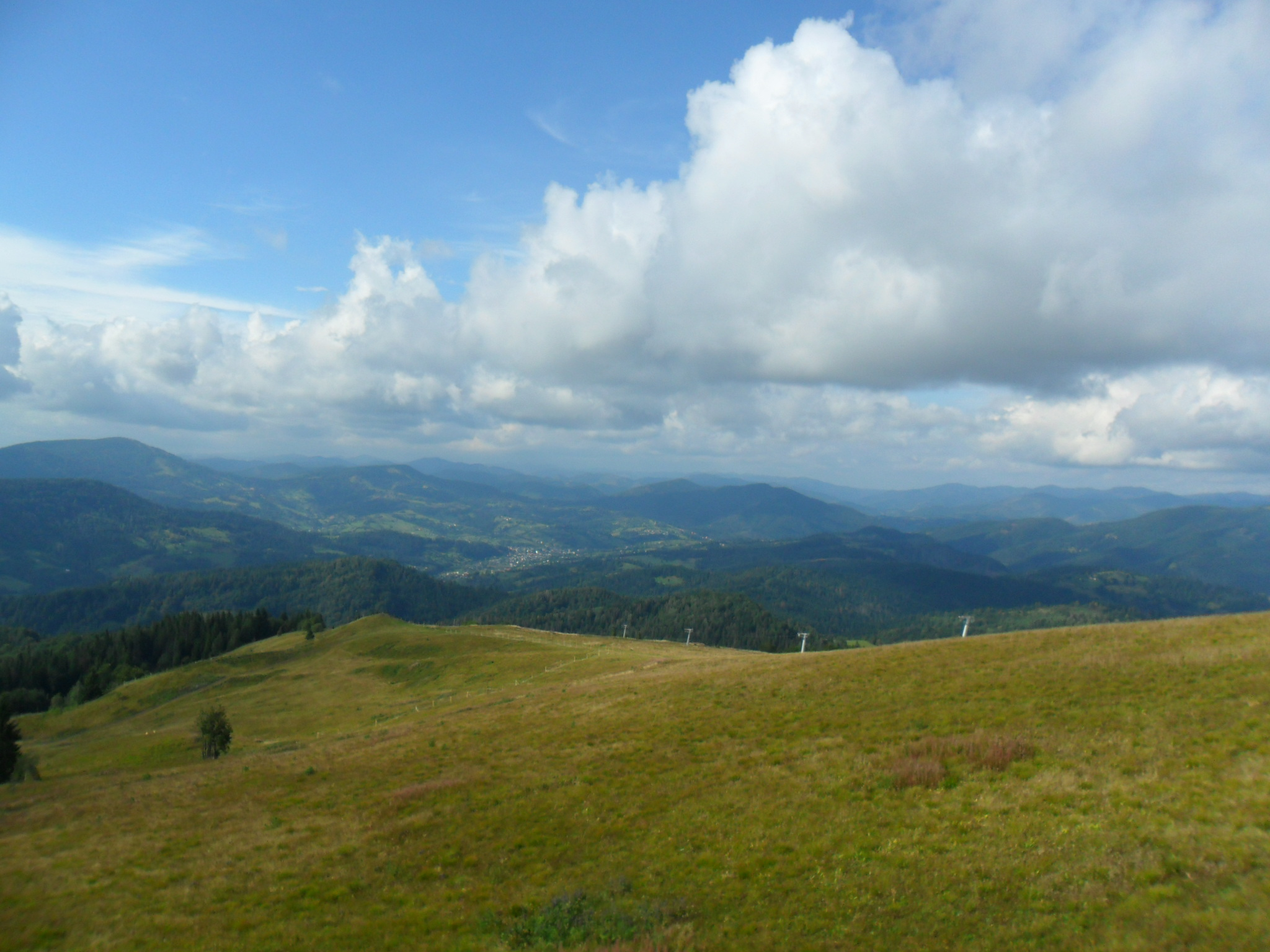
Гора Зворець

Волосянка — гірськолижний курорт у Львівській області (село Волосянка, Сколівський район).
Курорт розташований 8 км на південь від міста Славське біля гори Зворець. На відстані близько 2 км від села Волосянка, біля підніжжя гори Зворець (1223 м), що входить в гірський масив Високий Верх (1242 м) знаходиться відомий гірськолижний комплекс «Захар Беркут».
До послуг гірськолижників — парнокрісельна підвісна канатна дорога довжиною близько 2800 м, перепад висот 552 м. Нижня (привідні) станція розташовується при в'їзді на територію бази поблизу її корпусів, верхня (обвідна) станція — на вершині гори Зворець.
Крім кінцевих станцій на осі підвісної канатної дороги (ПКД) біля відміток висот 855 м і 1075 м було встановлено дві проміжні станції підсадки, які обслуговують гірськолижні траси розташовані біля верхньої ділянки ПКД.
Підйомники:
крісельних — 1
бугельних — 3
Траси:
сині — 2
червоні — 2
чорні — 1
Також встановлені два бугельні підйомники довжиною 700 і 750 м. На території комплексу працює прокат усього необхідного гірськолижного спорядження.
Крім зимового туризму у Волосянці набуває розвику зелений туризм. Навесні, влітку і восени Вам запропонують похід у гори, збір грибів та ягід, купання в гірській річці, цікаві екскурсії. На даний час у Волосянці стрімко збільшується кількість пропозицій житла: будуються нові готелі, розширюється приватний сектор, покращуються умови проживання.